# 사비라바트구
사비라바트구(아제르바이잔어: Sabirabad rayonu)는 아제르바이잔 남동부에 위치한 구로 행정 중심지는 사비라바트이며 면적은 1,469.35km2, 인구는 143,135명이다. 쿠라강과 아라스강이 합류하는 지점에 위치한다.